# All-Star Weekend
All-Star Weekend és una pel·lícula de comèdia dramàtica esportiva americana escrita i dirigida per Jamie Foxx, en el seu debut com a director. Produïda per Foxx, Avram "Butch" Kaplan, Chuck Pacheco i Deon Taylor, la pel·lícula és protagonitzada per Foxx, Jeremy Piven, Jessica Szohr, Eva Longoria, Robert Downey Jr., Ken Jeong, Gerard Butler i Benicio del Toro. Es preveu que la pel·lícula s'estreni el 2025.

## Sinopsi
Dos conductors d'una grua, en Malik i en Danny, són fans absoluts del basquetbol, en particular dels jugadors LeBron James i Stephen Curry. Els dos companys guanyen tiquets per al partit anual All-Star Game de l'NBA. De camí al partit, en Malik i en Danny es topen amb la misteriosa Asia.